# Armando Fizzarotti
Armando Fizzarotti (Nápoles, 16 de febrero de 1892 - Nápoles, 15 de febrero de 1966) fue un director de cine y guionista italiano. Fizzarotti nació en Nápoles y sus películas generalmente se desarrollan en la ciudad. Fue contratado específicamente para dirigir Malaspina (1947) debido a su experiencia en la realización de películas de estilo napolitano. La película ayudó a revivir el cine napolitano, que había sido suprimido durante la era fascista cuando la producción se centralizó en Roma.
Su hijo Ettore Maria Fizzarotti también fue director de cine.

## Filmografía parcial
- Napoli verde-blu (1935)
- Malaspina (1947)
- Gli amanti di Ravello (1951, solo guionista)
- Luna rossa (1951)
- Napoli è sempre Napoli (1954)